# Juan Carlos Varela
Juan Carlos Varela Rodríguez (* 12. prosince 1963 Ciudad de Panamá) je panamský politik, podnikatel a 37. prezident Panamy.

## Rodiče, vzdělání a rodina
Jeho rodiče se jmenují Luis José Varela Arjona a Bexie Esther Rodríguez Pedreschi. Pochází z podnikatelské rodiny a jeho dědeček José Varela Blanco se přestěhoval z Bergonda ze Španělska a usadil se v oblasti Pesé v Panamě. Varela po vystudování Colegio Javier navštěvoval Georgijský technický institut ve Spojených státech, kde v roce 1985 absolvoval bakalářské studium v průmyslovém inženýrství. V soukromém životě je od roku 1985 v představenstvu své rodinné firmě Varela Hermanos SA. a do roku 2008 působil jako výkonný viceprezident společnosti. Je ženatý s panamskou novinářkou Lorenou Castillou Garcíou a má tři děti: Giana, Adriana a Stefana.

## Politika
Varela vstoupil do politiky na počátku devadesátých let. V roce 1994 se stal zástupce vedoucího kampaně tehdejší poražené prezidentské kandidátky Mireye Moscoso. O pět roků později byl vedoucím úspěšné kampaně Moscoso. V roce 2006 byl zvolen předsedou strany Partido Panameñista, druhé největší strany v zemi.
Varela byl v roce 2008 nominován jako kandidát pro prezidentské volby v květnu roku 2009. V průzkumech však byl jasně za Ricardem Martinelli, předsedou a prezidentským kandidátem Cambio Democrático a Balbinou Herrerou, kandidátkou Partido Revolucionario Democrático. Poté se připojil k volební alianci Martinelliho a byl zvolen v prezidentských volbách 3. května 2009 jako viceprezident, zatímco Martinelli byl s více než 60 procent hlasů zvolen za prezidenta Panamy. Dne 10. května 2009 byl rovněž nominován Martinellim jako ministr zahraničí.
Dne 1. července 2014 se stal viceprezidentem a ministrem zahraničí.
Dne 1. září 2011 byl odmítnut prezidentem Ricardem Martinelli jako ministr zahraničí. Měl tento post zanedbávat z důvodu mnoho dalších povinností. Proto ho Martinelli požádal, aby odstoupil ze své funkce viceprezidenta. Ministři financí a bydlení rezignovali na protest proti Varelovu propuštění.

## Prezidentské volby
Varela vyhrál prezidentské volby v roce 2014 a zvítězil nad kandidátem José Domingem Ariasem , který byl podpořen Cambio Democrático, stranou vedenou odcházejícím prezidentem Ricarda Martinelliho. Varela získal asi 39% hlasů oproti 32% pro Ariase. Oznámil, že se bude snažit změnit zákonodárný orgán prostřednictvím ústavních změn. Nyní je podezřelý z účasti na korupčním skandálu Odebrecht (brazilská společnost, která podplácela politiky).